# Pànic moral
En sociologia, pànic moral és una reacció d'un grup de persones basada en la percepció falsa o exagerada d'algun comportament cultural o de grup, freqüentment d'un grup minoritari o d'una subcultura, com perillosament desviat i que representa una amenaça per a la societat. El terme va ser encunyat pel sociòleg Stanley Cohen en el seu llibre Folk Devils and Moral Panics l'any 1972. Aquest autor ho defineix com un episodi, condició, persona o grup de persones que han estat definits com una amenaça per als valors i interessos de la societat. Són subproductes de controvèrsies que produeixen arguments i tensió social o que no són fàcilment discutits atès que alguns d'aquests pànics morals són tabú per a molta gent.
La seva naturalesa es presenta d'una forma estereotipada pels mitjans de comunicació. Així, aquestes reaccions són sovint estimulades per cobertura mediàtica o propaganda entorn d'un assumpte social, encara que puntualment hi pugui haver pànics morals espontanis o semiespontanis. La histèria col·lectiva pot ser un element en aquests moviments, però el pànic moral es diferencia de la histèria en massa perquè està específicament emmarcat en termes de moralitat i és usualment expressat més com un atemptat que com una por. Segons la definició de Cohen, els pànics morals giren al voltant d'una amenaça percebuda com un valor o norma posseïda per una societat normalment estimulada per la glorificació en els mitjans massius o llegenda popular en les societats. Els pànics tenen diversos desenllaços, un dels quals és la certificació dels partícips del pànic que el que estan fent garanteix l'observació per part dels mitjans massius i, per tant, pot empènyer-los més enllà cap a activitats que condueixin cap al sentiment original de pànic moral.

## Orígens i ús del terme
El terme va ser encunyat per Stanley Cohen en 1972 per descriure la cobertura mediàtica dels Mods and Rockers en el Regne Unit en la dècada de 1960. Un factor en el pànic moral és l'espiral d'aplicació desviadora, fenomen definit pels crítics mediàtics com un cicle creixent d'informar sobre comportament antisocial o altres esdeveniments indesitjables.

## Característiques
El pànic moral té diverses característiques distintives:
1. Pànic/ansietat: Sovint, és molt intensa i llavors sembla que no pugui existir cap problema més gran o més greu que l'objecte del pànic.
2. Curta durada: El pànic dura pel cap alt uns mesos, encara que pot tornar a ocórrer.
3. Llenguatge emotiu i imatges: S'utilitzen termes tals com a "monstres", "decadència" i "crisi" per emfasitzar la gravetat del problema. També s'usa llenguatge mèdic tret de context, com la paraula "epidèmic".
4. Estudis de cas: són freqüentment dramàtics i sense representativitat.
5. Estadístiques: Sovint, mal utilitzades o escrites de tal manera que fa que el lector cregui que el problema és pitjor del que és.
6. Demonització d'un col·lectiu: Algunes vegades el grup triat ni tan sols existeix i aquells existeixen són, sovint, socialment i econòmicament marginals. Sovint, els mitjans massius poden retratar un grup en una forma que no existeix en realitat i aquest estereotip creat per a ells eventualment persistirà.
7. Un fenomen generacional i mediàtic: La televisió i la ràdio comencen a amplificar el pànic, sent reflectit en altres camps com pot ser la política. Fins i tot en la societat victoriana, el pànic moral va ser adoptat pels mitjans en la forma de pamflets, volants i periòdics.[1]

## Exemples d'ús del terme
Les persecucions d'individus o específicament de grups són citats com a pànics morals, com poden ser els pogroms antisemites, les purgues estalinistes, la caça de bruixes del Renaixement europeu, el mccarthisme i la llista negra dels comunistes a Hollywood durant els anys 1950s.

## Crítiques
En el llibre Folk Devils and Moral Panic, Cohen perfila algunes de les crítiques que s'han aixecat en resposta a la teoria del pànic moral. Una d'elles se centrar l'ús del terme "pànic", atès que té connotacions d'irracionalitat i de falta de control. Cohen sosté que el "pànic" és un terme apropiat quan és utilitzat com una metàfora estesa. Una altra crítica es basa en la desproporcionalitat. El problema amb aquest argument és que no hi ha forma de mesurar què reacció seria proporcional a una acció específica. Uns altres han criticat el treball de Cohen puntualitzant que no tots els dimonis populars expressats en el seu treball són vulnerables o injustament difamats. Jewkes fins i tot ha tret a col·lació el terme 'moralitat' i com és acceptat sense problemes.